# Station Dublin-Heuston
Heuston Station (Iers: Stáisiún Heuston) is een treinstation in Dublin. Het werd geopend in 1846 en heette eerder Kingsbridge Station. De huidige naam, vernoemd naar de Ierse vrijheidsstrijder Seán Heuston, kreeg het station in 1966 bij de 50-jarige herdenking van de Paasopstand. 
Heuston is het belangrijkste station voor de verbinding van Dublin met grotere plaatsen zoals Cork, Limerick en Galway in de rest van het land. Het is een kopstation.